# بيجو فيليبس
وإسمها الكامل بيجو ليلي فيليبس (بالإنجليزية: Bijou Lilly Phillips)‏ وهي ممثلة وعارضة أزياء ومغنية أمريكية ولدت في 1 أبريل 1980 في مدينة غرينويتش في كونيتيكت في الولايات المتحدة، بيجو فيليبس هي ابنة المغي والموسيقي الأمريكي الشهير جون فيليبس، بدأت كعارضة أزياء في سن صغيرة ثم إنتقلت إلى الغناء والتمثيل وأصبحت أصغر فتاة تظهر صورتها في غلاف مجلة فوجي من النسخة الإيطالية. ظهرت مع الدي جي البريطاني كالفن كلاين وإشتركت معه في ألبوم I'd Rather Eat Glass في سنة 1999، أما أشهر الأفلام التي مثلت فيها هو فلم هوستل 2. بيجو متزوجة من الممثل داني ماسترسون ولها ابنة واحدة منه.

## روابط خارجية
- بيجو فيليبس على موقع IMDb (الإنجليزية)
- بيجو فيليبس على موقع روتن توميتوز (الإنجليزية)
- بيجو فيليبس على موقع ألو سيني (الفرنسية)
- بيجو فيليبس على موقع ميوزك برينز (الإنجليزية)
- بيجو فيليبس على موقع أول موفي (الإنجليزية)
- بيجو فيليبس على موقع قاعدة بيانات الأفلام السويدية (السويدية)
- بيجو فيليبس على موقع إن إن دي بي (الإنجليزية)
- بيجو فيليبس على موقع أول ميوزيك (الإنجليزية)
- بيجو فيليبس على موقع ديسكوغز (الإنجليزية)
- بيجو فيليبس على موقع قاعدة بيانات الفيلم (الإنجليزية)